# IC 78
IC 78 ist eine Spiralgalaxie mit aktivem Galaxienkern vom Hubble-Typ Sa im Sternbild Walfisch südlich des Himmelsäquators, die schätzungsweise 527 Millionen Lichtjahre von der Milchstraße entfernt ist.
Im selben Himmelsareal befinden sich u. a. die Galaxien IC 77, IC 79, IC 82.
Das Objekt wurde am 30. August 1892 vom französischen Astronomen Stéphane Javelle entdeckt.